# 平和の旗
平和の旗（へいわのはた、伊：la bandiera della pace）は、戦争に反対し、平和を求める意思を表示する旗。特定の組織や団体を代表したり帰属を示したりする旗ではない。
1960年代にイタリアで考案され、2003年のイラク戦争開始に前後して世界各地で使われるようになった。

## デザイン
デザインの主題は虹である。虹は可視光の全てのスペクトルを含むため、混色によって白色になる。このため、「多様性の下の統一」を意味するとされる（また白は平和を象徴する色でもある）。旧約聖書の洪水神話で、神が地上の平和を約束するあかしとして空に虹を置いた話とされる。

平和の旗 (現在もっとも一般的なデザイン)

虹を表す7色の水平の帯を上下方向に配置し、中央付近に白で「平和」を意味する語を配したデザインがもっとも一般的である。ただし、デザインに明確な規定があるわけではなく、多くの個人や団体が制作しているため、さまざまなデザイン差がある。

### 配色
配色で最も一般的なのは、上側から
紫、青、空色、緑、黄、橙、赤
とするもの（副虹の順の7色）。国際協同組合同盟旗や性的少数者の旗と正反対の順である。色調は、制作者の好みや制作時の技術的条件から、さまざまである。特に短波長側の3色については差異が著しい（紫はほとんど濃紺に近いことが多い）。
また、2003年秋ころまでは
青、空色、紫、（以下同じ）
とする配色も行われていたが、現在は前記の配色に統一されているようである。

### 文字

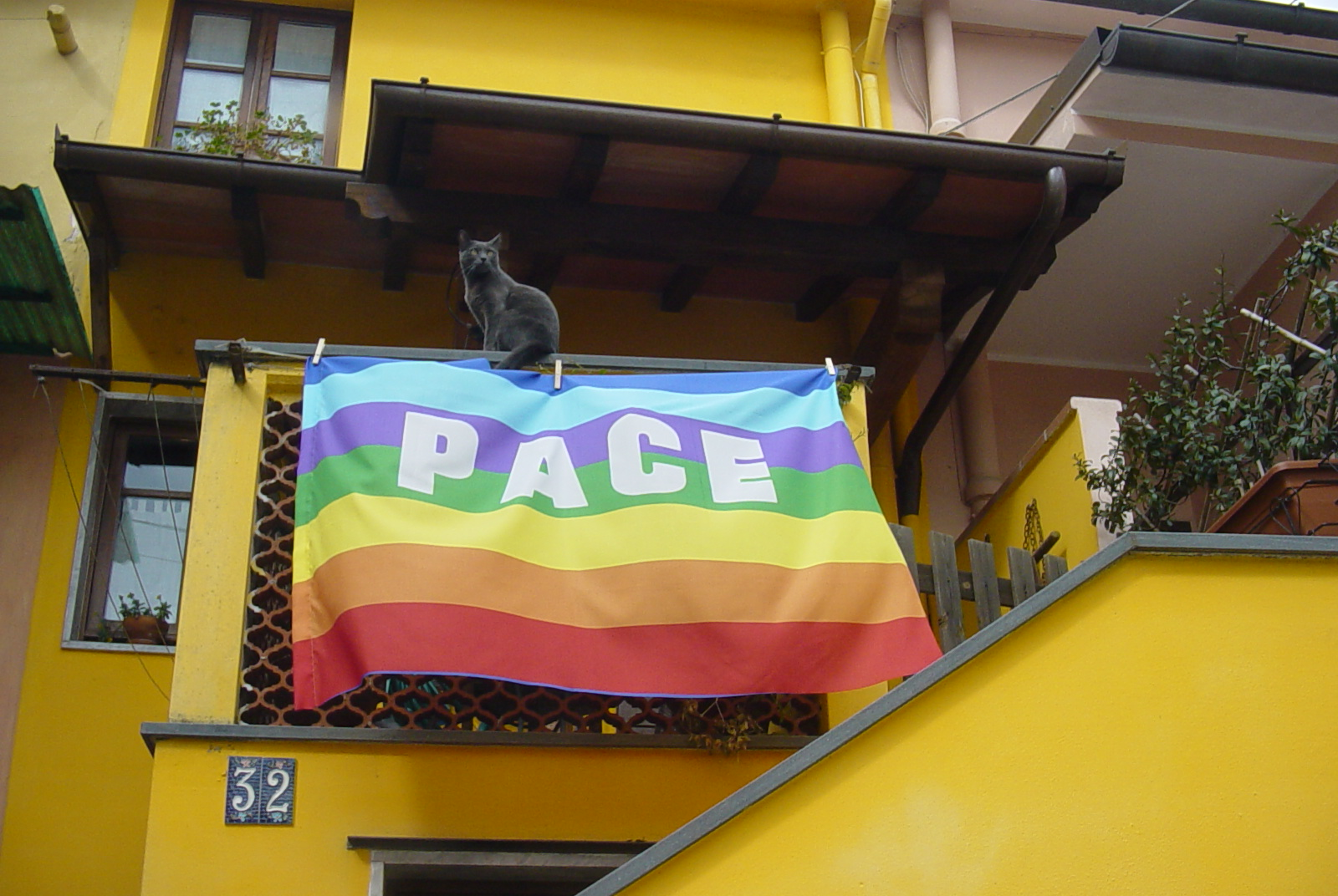
平和の旗 (イタリア語 PACE) の例

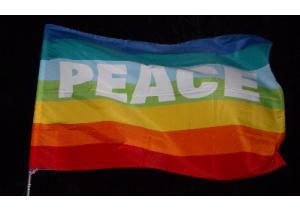
平和の旗 (英語 PEACE) の例

中央付近に配置する文字は、イタリアで興ったため一般には「PACE」（伊：平和）で、現在でもこれが最も広く使われる。が、各地に広まるにつれて様々な言語を用いて「平和」に相当する語をあしらったものも制作された。書体も多様である。現在、少なくとも
イタリア語 (例 )、
「PAZ」(スペイン語 。例 )、
「PEACE」(英語。例 )、
「שלום」(ヘブライ語 。例 )、
「FRIEDEN」(ドイツ語)、「سلام」(アラビア語) のものが存在する。

### 過去に行われたデザイン
1990年代までのイタリアではカトリック系の平和運動団体がしばしば用いたため、最上部にカトリックを表す白を配した8色のものもあった。これには最下部に団体名が書かれていたと言われる。
なお、最初の平和の旗のデザイン (#歴史参照) では配色が現行のものと逆順であり、中央の文字もない。

## 呼称
日本語では、イタリア語の呼称 bandiera della pace を直訳した「平和の旗」で呼ばれることは稀で、「平和の虹の旗」、「虹旗」（にじばた）、「PEACE旗」（ピースばた） などと呼ばれる。特に最後の呼称はぴーすばたプロジェクト（後述）が頒布の際に「ぴーす旗」の名称を用いたため、広く使われるようになった。

## 歴史

### イタリア

#### 冷戦期
最初の平和の旗は、1961年9月24日の第1回「ペルージャ-アッシジ平和行進」(it:Marcia per la Pace Perugia-Assisi) に現れた。この行動は、哲学者で非暴力主義の平和運動家であったアルド・カピチニらが呼びかけたものだった。
イギリスの核軍縮キャンペーン(CND) は1958年から、オルダーマストンの原子兵器研究所(AWRE) での実験に反対する「ロンドン-オルダーマストン平和行進」を始めていた。カピチニは、その行進に登場したCND の旗に触発され、ペルージャの友人と共にさまざまな色の帯を縫い合わせた旗を作り、1961年のイタリアでの行動に持参したのだった。
現在この旗は、アルド・カピチニの友人で彼と行動をともにした Lanfranco Mencaroni によって、ペルージャ県トーディのコレヴァレンツァに保存されている。

#### イラク戦争開始前後
2002年9月、Emergency、Libera、Rete di Lilliput、Tavola della Pace
の4団体が呼びかけて、イタリア政府のイラク戦争参戦を阻止するために「イタリアは戦争に参加するな」
(Fuori l'Italia dalla guerra)
キャンペーンを開始した
(数百団体が賛同)。このキャンペーンの一環として、「全てのバルコニーに平和を! - 街を平和で染めよう」
(Pace da tutti i balconi! - Dipingiamo di PACE le città) キャンペーンを行い、生活協同組合や労働団体の支援も得て、平和の旗を全国の都市で配布した。

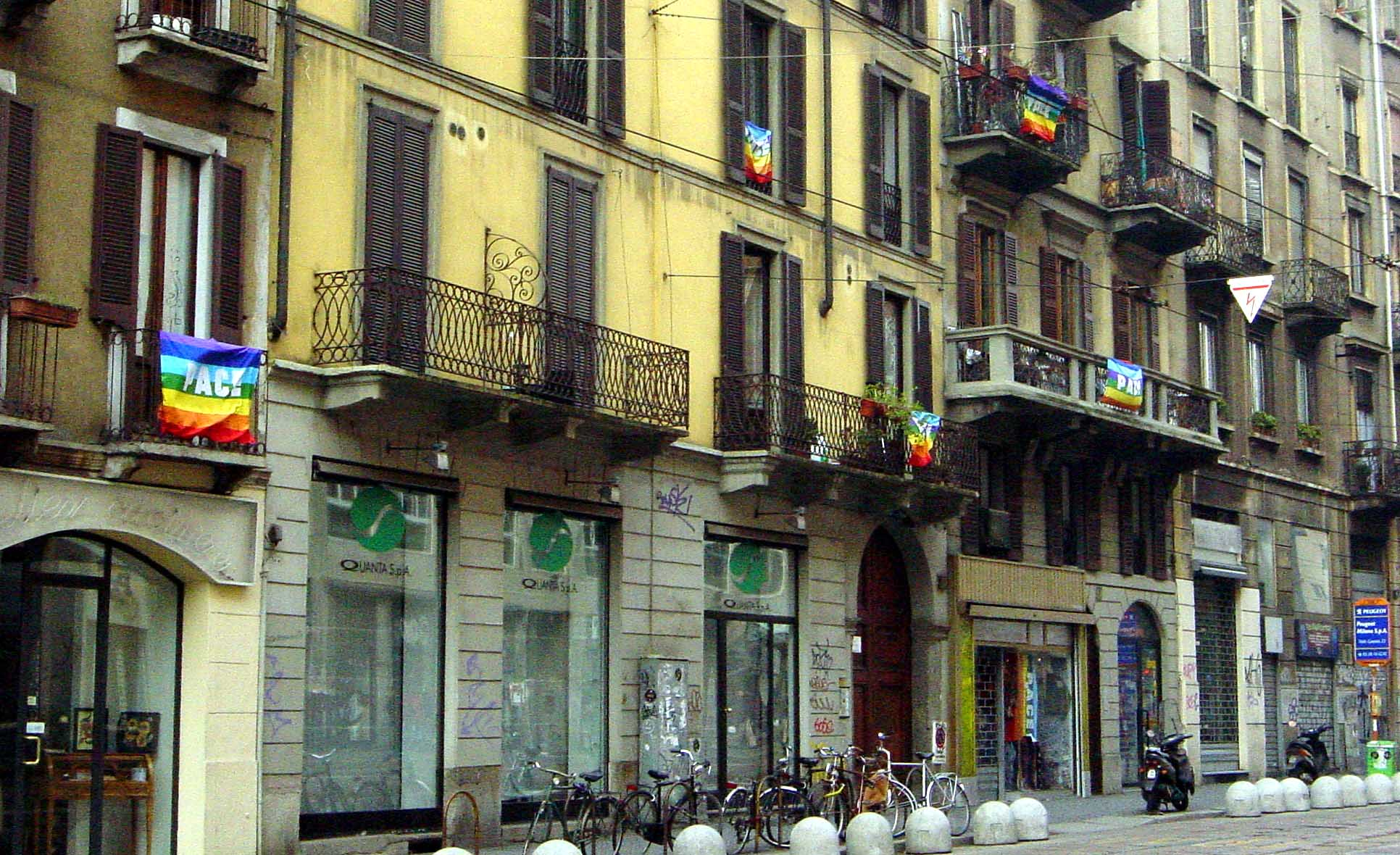
ミラノ、2003年3月18日。イラク戦争参戦に反対して無数の旗が掲げられた。

たくさんの家でバルコニーや窓に平和の旗が掲げられた。平和の旗による反戦の意思表示は広範なひろがりを見せ、ホテル、教会、市庁舎などの公共施設でも掲げられるようになった。2003年3月末までにイタリア全土で250万枚以上が配布されたとされる。
2002年11月フィレンツェでの世界社会フォーラムや、2003年2月のローマ (参加者300万人) 、2003年3月のミラノ (同70万人) をはじめ、イタリア各地の反戦デモンストレーションで、平和の旗が用いられた。

### ヨーロッパ
スイスのイタリア語圏では早くから普及していたが、2003年2月、軍隊なきスイスのためのグループ (GSoA/GSsA/GSsE) が組織的にスイスへの輸入と頒布をはじめ、ドイツ語圏やフランス語圏でも広まった (同年4月末までに60,000枚以上を扱った)。
また、ドイツやオーストリアでも他のグループが活動し、ドイツ国内では少なくとも50,000枚が頒布された。
このころから、ドイツ語、ヘブライ語、アラビア語の平和の旗も制作されはじめる。なお、特にヨーロッパでは、過去のユダヤ人迫害への反省と現在のパレスチナ問題との両方への問題意識から、ヘブライ語とアラビア語の旗はしばしば並列した形で用いられる(例)。

### 日本
「すべてのバルコニーに平和を!」キャンペーン以降、現地を旅行した個人が持ち帰ったり、現地の知人から譲り受けたりすることで、日本でも認知されるようになった。
イタリアに本拠を置くベネトンが、このころ世界各地の拠点に平和の旗を配布したため、ベネトン・ジャパン社でも店内ディスプレイに使用する支店があった。
個人輸入でイタリアや隣国スイスからまとまった数を入手して配布する者や、自作する者も現れた。
2004年1月に有志によるぴーすばたプロジェクト（2004年夏にぴーすぐっづプロジェクトに発展）が活動を始め、日本での工業的な量産と頒布を行った。2004年3月までに日本全国の少なくとも37都道府県67市町村と一部海外に400枚を超える平和の旗を頒布した。
後身の「ぴーすぐっづプロジェクト」が2006年9月に「冬眠」を宣言して活動を停止するまで、「PEACE」の旗約1600枚、「سلام」の旗約300枚などを有償頒布した。
生活協同組合コープかごしまは、「PEACE」の文字をあしらった「平和の虹の旗」を製造し、2004年3月から組合員に供給した。
ほかにも、多くの団体や個人が平和の旗や、それに意匠を借りたステッカー、シール、バッジ、絵はがき、画像データなどを制作している。
現在、平和の旗は、必ずしも組織に属さず特定の思想的背景にも依らない市民が、個人として平和への意思を表示し、行動を起こす際のシンボルとして、日本ではある程度定着している。

## 註
1. ↑  『創世記』9:12-16。
2. ↑  この呼称はぴーすばたプロジェクトの独創ではない。2004年初頭、同プロジェクトのメンバの一人が反戦のデモ行進に参加した際、行進開催者のスタッフが参加者に「あの『ピースバタ』を目印についてきてください」と呼びかけているのを聞いたのが命名の起源である。
3. ↑  後にそのロゴ ☮ は、CND や反核運動のみならず、広く反戦平和の象徴として使われるようになった。
4. ↑  駅の新聞スタンドなどでも 5-10 ユーロ程度で売られていた。多くの業者が製造したため、色調や風合いのさまざまに異なるものがある。
5. ↑  「イタリア平和への行進」映像特集 (『ラ・レプブリカ』) も参照。
なお、ミラノの地元紙『コリエーレ・デラ・セラ』の調査によれば、
2003年3月15日の時点でミラノの9つの区の主要道路から見ることのできた平和の旗は
16,526枚に上り、2週間前の2月26日の調査の時点 (11,017枚) から約5割の増加を示した
(コリエーレ・デラ・セラ viviMilano オンライン限定版 2003年03月15日)。
6. ↑  GSoA 「Peace flags on every balcony!」2003年5月。
7. ↑  京都店など。ただし、現地の関係者が旗の意味を認識していたかどうかは疑わしい。
8. ↑  日本からの送金手数料が安かった。
9. ↑  ぴーすばたプロジェクト「【お知らせ】ぴーすばたプロジェクト 解散にあたって」2004年04月01日。
10. ↑   生協コープかごしま「平和の虹の旗を掲げよう!」2004年3月。
11. ↑  首都圏でのイラク戦争反対運動で影響力を持った
WORLD PEACE NOW 実行委員会の呼びかける行動には平和の旗を持参する参加者が多く、同実行委員会自身もこの旗を積極的に用いたため、しばしば「WORLD PEACE NOWの旗」と誤解されている。

## 参考資料
- Italy - Peace flags - FOTW (Flags of the World) サイト内の「平和の旗」の解説。
- Storia della bandiera della Pace - 平和の旗の由来。Carmen Pirovano、2003年2月。
- La vera storia della bandiera della pace - 上記の異本。

## 参考項目
- 平和の象徴
- 旗の一覧
- レインボーフラッグ